# Zwei Männer in Betrachtung des Mondes
Zwei Männer in Betrachtung des Mondes (Nederlands: Twee mannen bij het aanschouwen van de maan) is een schilderij van de Duitse kunstschilder Caspar David Friedrich, gemaakt in 1819-1820, 33 × 44,5 centimeter groot. Het toont twee figuren in een landschap, tegen een nachtelijke achtergrond met een volle maan. Geldend als een exemplarisch werk binnen de Duitse romantiek, drukt het een sterk gevoel van melancholische Sehnsucht uit. Het werk bevindt zich thans in de collectie van de Galerie Neue Meister te Dresden.

## Context
Friedrich geldt als de belangrijkste representant van de romantische schilderkunst, die als stroming haar hoogtepunt beleefde in Duitsland. Via zijn nostalgische landschappen, vaak met de dageraad of schemering als onderwerp, probeerde hij iets uit te drukken van het mysterie van de natuur. Daarbij combineerde hij meestal op zorgvuldige wijze een aantal reële landschapselementen tot nieuwe, imaginaire composities. Aldus probeerde hij op bijna religieuze wijze met name ook iets van de zin en de geest van het leven te onthullen, hetgeen hij belangrijker achtte dan het weergeven van een reëel bestaand beeld. Als impliciet symbool gebruikte hij vaak maanlicht of een ondergaande zon, waarin zich naar zijn opvatting menselijke grondstemmingen reflecteerden. Zijn werken kregen daarmee iets van contemplatie en introspectie. Zwei Männer in Betrachtung des Mondes is hiervan een typerend voorbeeld.

## Afbeelding
Zwei Männer in Betrachtung des Mondes toont twee mannelijke figuren op een naar links afbuigend bergpad, met de rug naar de kijker, zoals zo vaak in het werk van Friedrich. Ze staan aan de rand van de heuvel en kijken naar de wassende maan, centraal in het beeld. Rechts erachter zien we Venus. Het maanlicht verbreedt zich door een zwakke nevel tot een diffuse halo die sterk contrasteert met de in donkere bruintonen geschilderde omringende delen van het schilderij. Twee enorme eiken lijken het tafereel te omlijsten. De rechterboom is fors ontworteld en dreigt spoedig te vallen. Rechts op de achtergrond zijn naaldbomen te zien.

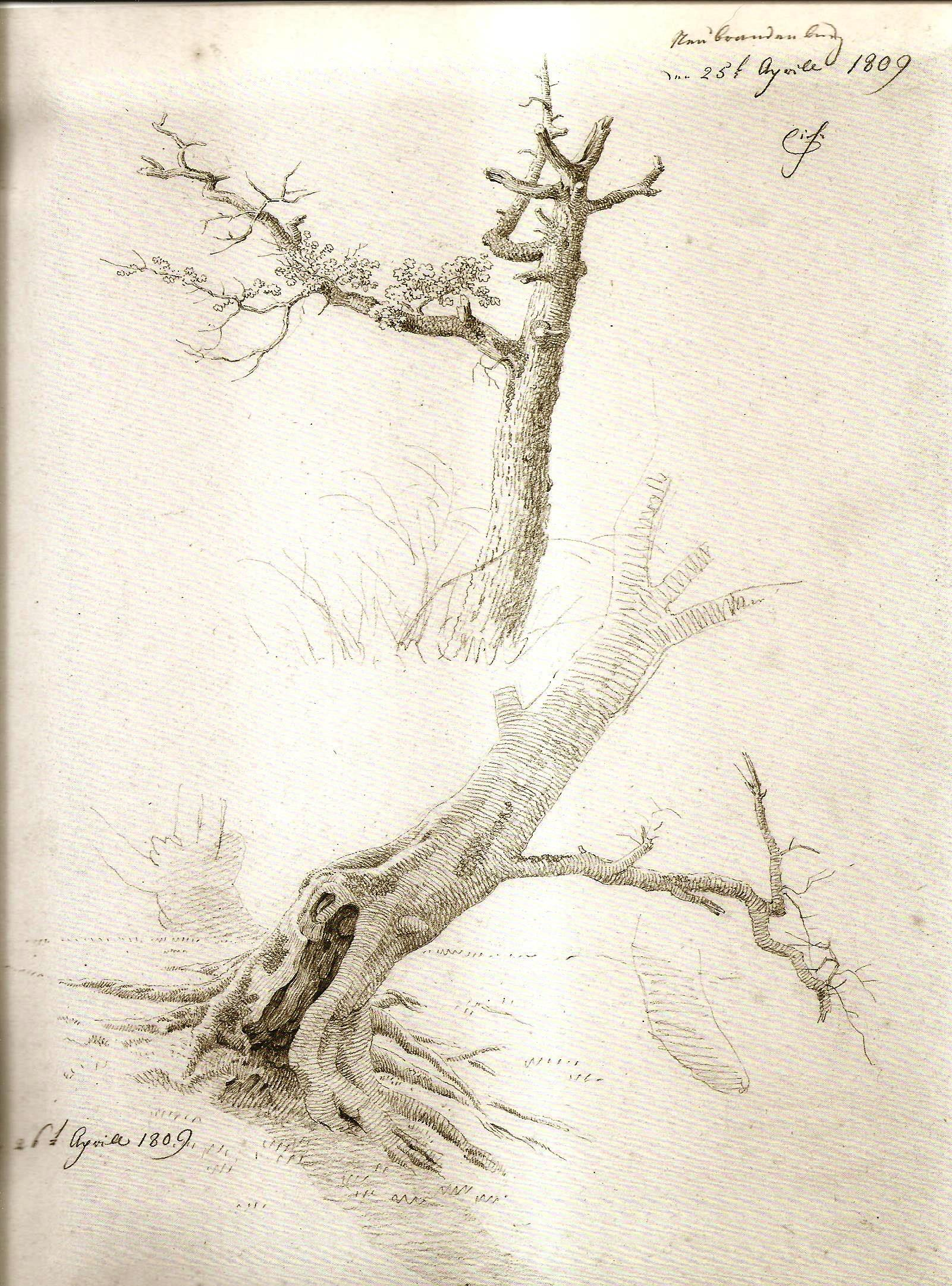
Boomstudie uit 1809, gebruikt als voorstudie bij het hier besproken werk.

De twee mannen lijken iets te bespreken en staan in elk geval in een vertrouwelijke relatie tot elkaar. De een houdt zijn hand kameraadschappelijk op de schouder van de ander, die leunt op een stok. Met neergebogen hoofden staren ze mijmerend in de oneindige verte.

## Stijl en duiding
De twee mannen zijn gekleed in Oudduitse kledij, waarmee gerefereerd wordt aan de Duitse vrijheidsoorlog en Friedrichs eigen patriottische, revolutionaire instelling. Het geeft extra nadruk aan de nostalgische sfeer en kan gezien worden als symbool voor het (romantische) verlangen naar het verleden. Door twee figuren te schilderen in de plaats van een, typerend voor veel van zijn latere werken, vermindert Friedrich het gevoel van eenzaamheid. Vaak wordt aangenomen dat de man rechts Friedrich zelf is, met naast hem zijn leerling August Heinrich. Geopperd is ook wel dat het Friedrichs zwager Christian Wilhelm Bommer zou kunnen zijn, eveneens met Heinrich. De twee mannen lijken een soort van heimelijk gesprek met elkaar te voeren. Dit kan te maken hebben met de politieke situatie uit die tijd. Thematisch wordt het werk vaak geassocieerd met de zogenaamde demagogenvervolging, volgend op de Karlsbader Beschlüsse (1819), die elke vorm van samenscholing verboden.
De kracht van Friedrichs schilderij zit hem voor een belangrijk deel ook in de compositie, met doordachte, evenwichtige verhoudingen, eigenlijk zonder middenstuk. Daarmee creëert hij een gevoel van grootsheid. Dit wordt nog versterkt door de verhoogde positionering van de beide figuren, waardoor de maan zich op hun ooghoogte bevindt. Het schijnsel van de maan door de nevel geeft de andere objecten op het werk een "unheimische" uitstraling. De grondlaag van het schilderij werd door Friedrich in oker opgezet met kalkkrijt. Door daar dun overheen te schilderen, mengt het krijt zich lichtjes met de verf. Hierdoor worden zelfs de donkerste objecten van een optische lichtschijn voorzien en krijgt het gehele werk een egale, geelachtige weerglans.
Uiteindelijk wilde Friedrich met het schilderij toch vooral de contemplatieve, melancholische grondstemming weergeven bij het aanschouwen van de grootsheid der natuur, zo kenmerkend voor de romantiek. De maan geldt daarbij als de klassieke metafoor voor het romantisch verlangen ("Sehnsucht").

## Varianten
Friedrich heeft het thema van Zwei Männer in Betrachtung des Mondes meermaals gekopieerd en in varianten herhaald. Het hier besproken schilderij wordt daarbij algemeen beschouwd als de oer-versie. Deze veronderstelling is mede gebaseerd op correspondentie van de Noorse kunstschilder Johan Christian Clausen Dahl, een vriend van Friedrich en de eerste eigenaar van het schilderij.. Bekende varianten bevinden zich in het Metropolitan Museum of Art te New York (1825-1830) en de Alte Nationalgalerie te Berlijn (1835). Friedrich heeft nog meer kopieën van het werk gemaakt, ook etsen, maar veel van deze werken zijn moeilijk te dateren en vaak is er veel discussie over de authenticiteit ervan.

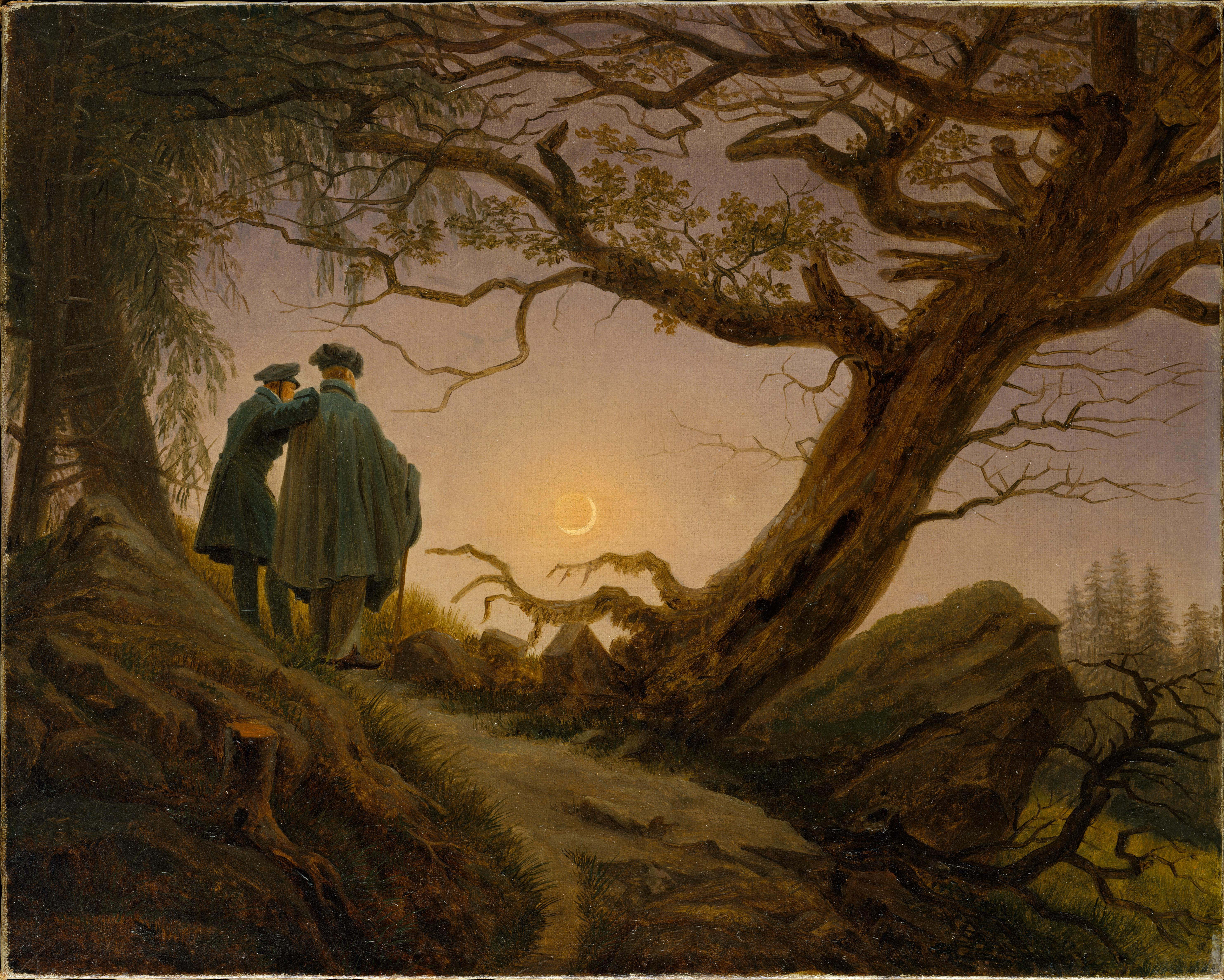
Kopie uit 1825-1830, Metropolitan Museum of Art
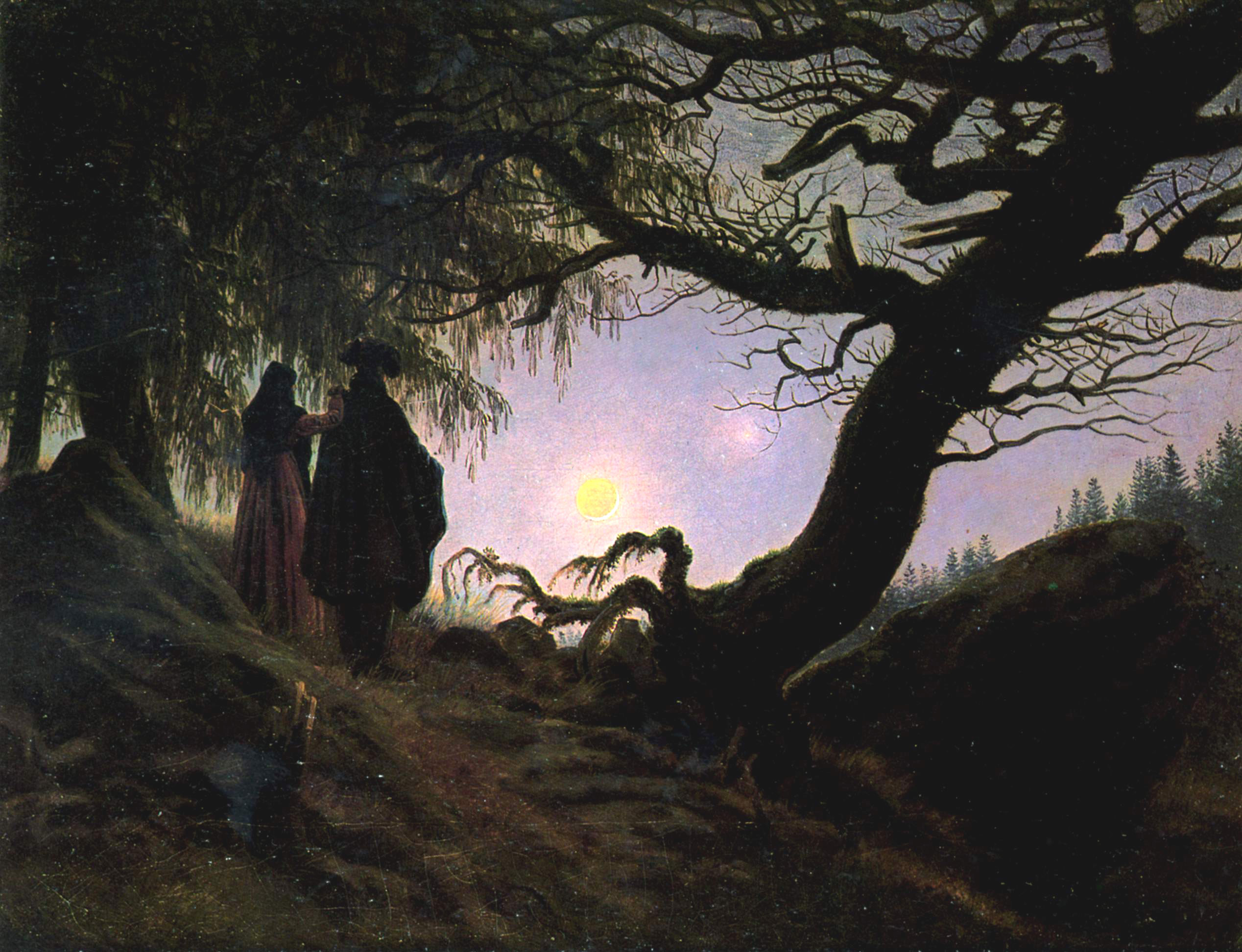
Mann und Frau in Betrachtung des Mondes, 1835, Alte Nationalgalerie